# Senat Brauer I
| Amt | Name                                   | Partei | Partei                             |
| --- | -------------------------------------- | ------ | ---------------------------------- |
| Erster Bürgermeister | Max Brauer                             |        | SPD                                |
| Amt für Wiedergutmachung und Flüchtlingshilfe, Gefängnisbehörde, Staatskommissar für die Entnazifizierung und Zweiter Bürgermeister         | Christian Koch                         |        | FDP, ab 11. Oktober 1949 parteilos |
| Kämmerei ab 3. Juni 1947: Finanzbehörde | Walter Dudek                           |        | SPD                                |
| Schulverwaltung und Amt für Leibesübungen ab 3. Juni 1947: Schulbehörde und Sportamt                                                        | Heinrich Landahl                       |        | SPD                                |
| Sozialverwaltung ab 3. Juni 1947: Sozialbehörde und Arbeitsbehörde                                                                          | Heinrich Eisenbarth                    |        | SPD                                |
| Landesjugendamt ab 3. Juni 1947: Jugendbehörde                                                                                              | Paula Karpinski                        |        | SPD                                |
| Bauverwaltung ab 3. Juni 1947: Baubehörde                                                                                                   | Paul Nevermann gemeinsam mit           |        | SPD                                |
| Bauverwaltung ab 3. Juni 1947: Baubehörde                                                                                                   | Johannes Büll bis 1. November 1949     |        | FDP                                |
| Kulturverwaltung ab 3. Juni 1947: Kulturbehörde                                                                                             | Ludwig Hartenfels bis 1. November 1949 |        | FDP                                |
| Gesundheitsverwaltung ab 3. Juni 1947: Gesundheitsbehörde                                                                                   | Friedrich Dettmann bis 28. Juli 1948   |        | KPD                                |
| Gesundheitsverwaltung ab 3. Juni 1947: Gesundheitsbehörde                                                                                   | Walter Schmedemann ab 13. Oktober 1948 |        | SPD                                |
| Verwaltung für Wirtschaft und Verkehr ab 3. Juni 1947: Behörde für Wirtschaft und Verkehr                                                   | Otto Borgner bis 13. Oktober 1948      |        | SPD                                |
| Verwaltung für Wirtschaft und Verkehr ab 3. Juni 1947: Behörde für Wirtschaft und Verkehr                                                   | Karl Schiller                          |        | SPD                                |
| Amt für regionale Verwaltung und Verwaltung für Ernährung und Landwirtschaft bzw. ab 3. Juni 1947: Behörde für Ernährung und Landwirtschaft | Friedrich Frank                        |        | SPD                                |